# ホトケノザ
ホトケノザ（仏の座、学名: Lamium amplexicaule）は、シソ科オドリコソウ属の一年草あるいは越年草である。サンガイグサという別名も持つ。なお、春の七草に数えられる「仏の座」とは異なる。漢字では当て字で、「元宝草」や「宝蓋草」とも書く。

## 形態・生態
一年生の草本。成長した際の高さは10 - 30センチメートル (cm) ぐらい。四角断面の茎は柔らかく、下部で枝分かれして、先は直立する。
葉は対生で、縁に鈍い鋸歯があり、下部では葉柄を持つ円形、上部では葉柄はなく茎を抱くように真ん中で合わさって丸くなる。茎は段々につくことから、俗にサンガイグサ（三階草）とも呼ばれる。
花期は3月から6月で、上部の葉脇に長さ2 cmほどの紫で唇形状の花をつける。上唇はかぶと状で短毛がびっしり生え、下唇は2裂し濃い紅色の斑点がある。開花するふつうの花のほかに、つぼみのままで結実する閉鎖花が混じることが多い。白い花をつけるものもあり、シロバナホトケノザ（f. albiflorum）と呼ばれる。
種子には白い物質が付着する。これにはアリが好むエライオソームと呼ばれる物質が含有しており、これによってアリの手で遠くまで運ばれ、芽吹くことが知られている。

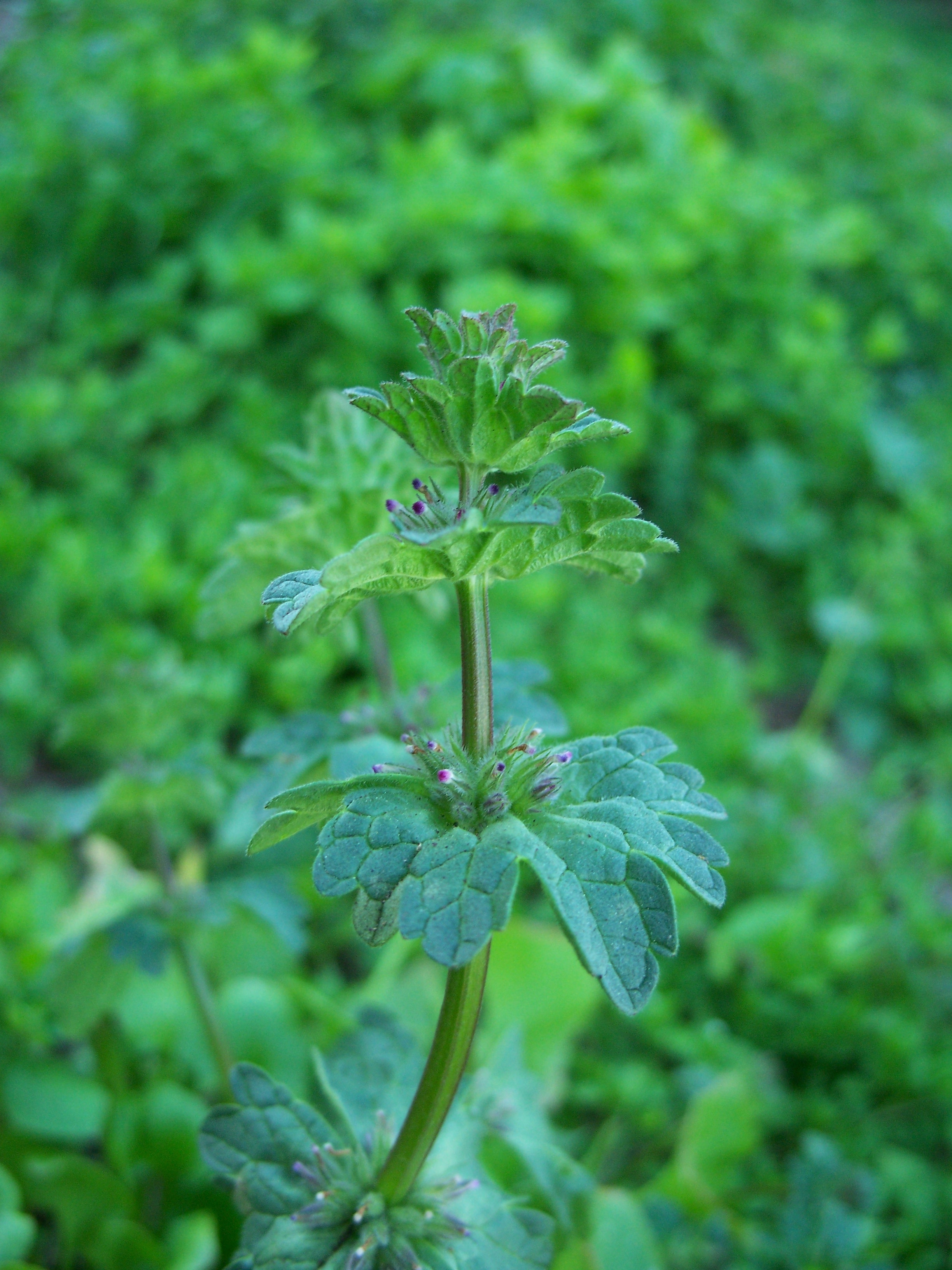
茎の断面は四角形
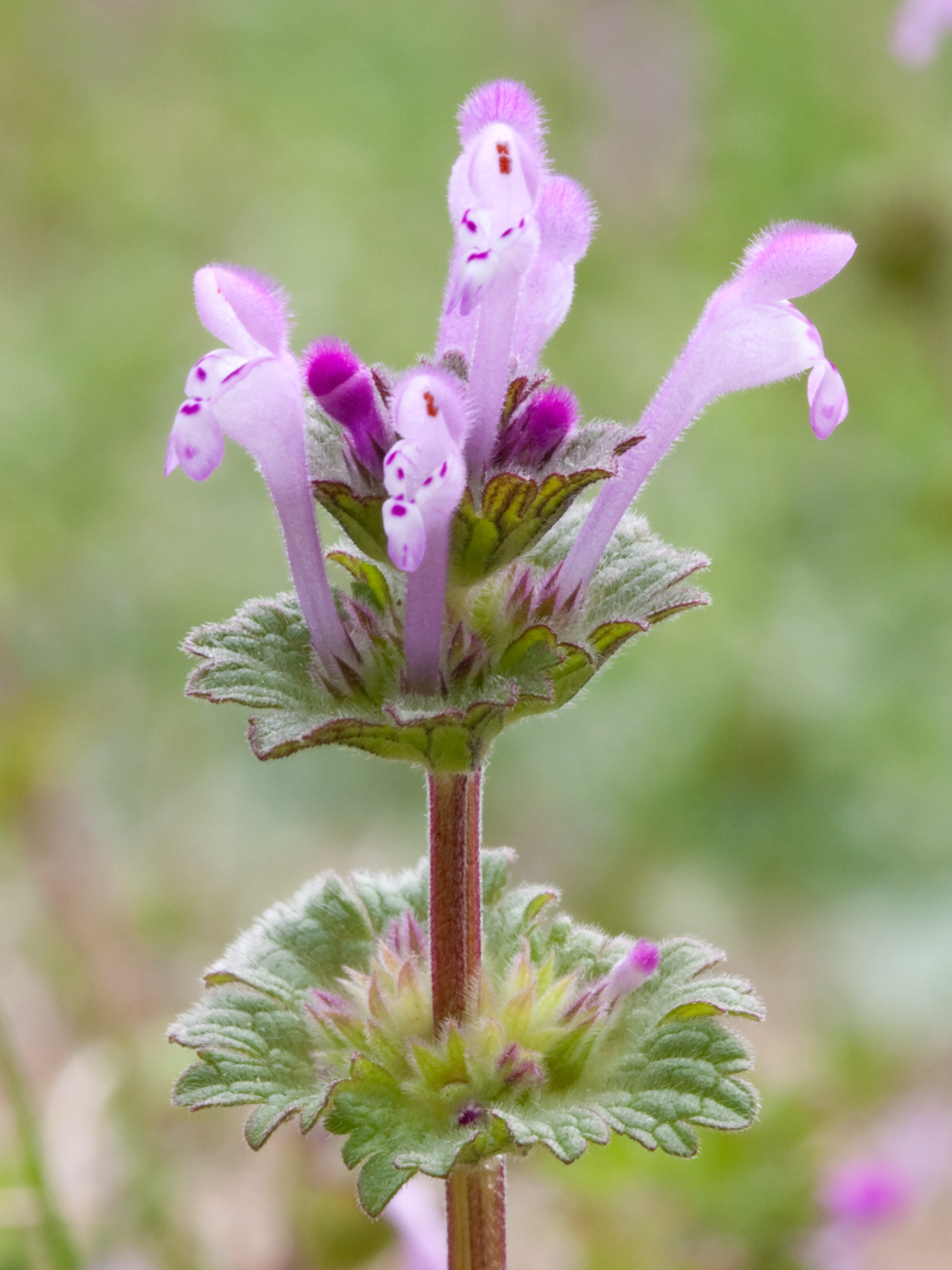
花は唇形花。右下の小さな淡紅色のが閉鎖花。

## 分布・生育地
アジアやヨーロッパ、北アフリカなどに広く分布する。日本では、本州、四国、九州、沖縄に自生する。また、北海道には移入分布する。
道端や田畑の畦などによく見られる雑草である。春先の畑の一面に、赤紫色の花色で染めている草であることが多い。

## ヒトとの関わり
子供が花びらを抜き取り、それを吸って蜜を味わって遊ぶことがある。
春の七草の1つ「ほとけのざ」が挙げられるものの、これは本種のことではなく、標準和名をコオニタビラコというキク科の草である。ところが、このためにこの種を七草の「ほとけのざ」であると誤解されている場合がある。本種は食用ではないため注意を要する。春先のコオニタビラコは、株全体がロゼット状で地面に広がり、これを仏像が座っているハスの花をかたどった台座（蓮華座：れんげざ）にたとえたものである。一方、本種ホトケノザは、茎に対生する葉が丸く広がり、その上に花が咲く様子を蓮華座と仏像にたとえたものである。